# Păgaia, Bihor
Păgaia (maghiară Úsztató) este un sat în comuna Boianu Mare din județul Bihor, Crișana, România.

## Istorie

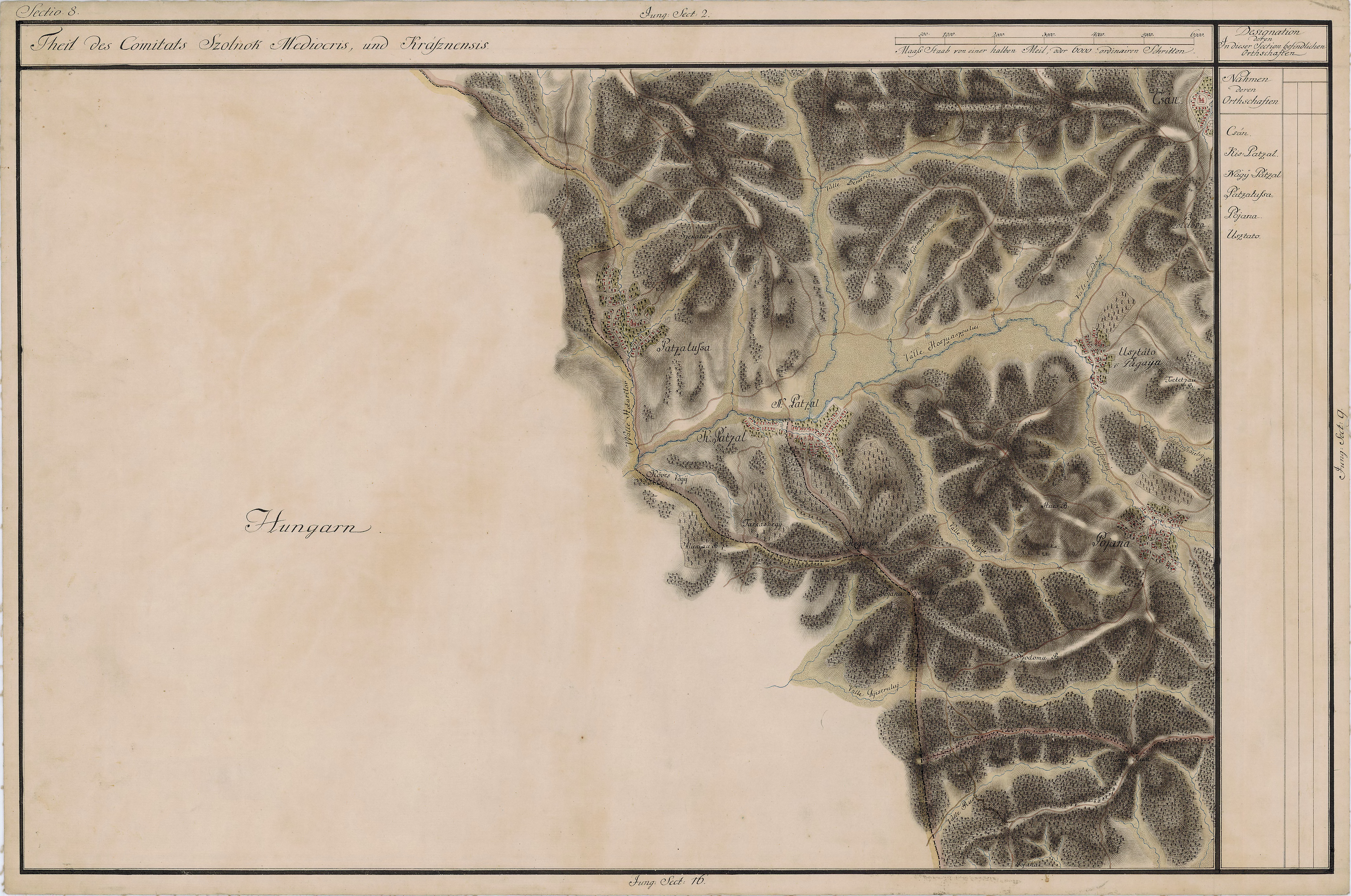
Păgaia în Harta Iosefină a Transilvaniei

Satul Păgaia este străbătut de valea Inot afluent al râului Barcău.
Satul Păgaia este atestat documentar la 1474, cu denumirea de Wzthatho. 
În 1479 Uztato, în 1538 Vzthatho.
În 1479 propietar(moșier) al satului  este Ferenc Csire Almosdi
În 1543 Wztato, în 1544 Usztató, în  1733 Pegaj, în 1760 Usztató , în 1797 Osztató, în 1850 Pagaje, în 1854 Pagaiea.
În 1733 erau 12 familii de români, având un preot român ortodox cu numele de Timoftei si biserica, care aparținea de Protopopiatul Odorheiului.În anul 1762 erau 60 de familii ortodoxe, cu o biserică și un preot ortodox. O dată cu intensificarea acțiunii bisericii greco-catolice de trecere forțată la uniație și satul Păgaia se vede nevoit sa trecacă la biserica unită cu Roma. 
In anul 1835 biserica ține de Districtul(Protopopiatul) greco-catolic al Sărvadului, având ca protopop pe S. Petrișor, paroh în Silvaș. 
În 1874 erau 384 de locuitori, din care greco-catolici 370 și israeliți 14. În anul 1890 erau 244 de locuitori, din care români 217, iar maghiari 27. În anul 1895 erau 83 de gospodării. 
În 1888  , a aparținut districtului Tășnad din județul Sălaj (Szilágy)
În anul 1900 erau 317 locuitori, din care români 290 iar maghiari 27, din care 290 greco-catolici, romano-catolici 1, reformați 22, israeliți 4.
În anul 1908 existau 276 de oameni în 51 de case românești, cu o biserică de lemn, o școală și un învățător cu un salariu de 500 de coroane austro-ungare de la popor și 54 de știutori de carte.
- A existat o biserică de lemn despre care se face amintire în anul 1733 [8]si in anul 1762,[9] care datorită stări de degradare a fost demontata în anul 1958[10].

În anul 1936 începe zidirea bisericii actuale din cărămidă arsă, în forma de nava  în stil neoromânesc, prin grija preotului Ghila Alexandru, decedat în anul 1945. A fost tencuită în interior în timpul preotului Leontin Micu, fiind deschisa pentru slujire din anul 1947, dar fără sa fie sfințită de către un arhiereu. 
În anul 1948 toți credincioșii revin la Biserica Ortodoxă Română. 
Între 1571-1876 satul Păgaia facea parte  din Comitatul Crasna din proviinciile Parțium si Transilvania ale Regatului Ungariei.
Între 1876 -1920 satul Păgaia facea parte din Comitatul Salaj
În anul 1918 satul Păgaia intră în componența Regatului Romaniei. 
- Eroii din cele două războaie mondiale sunt:………..

În germana Păgaia = Schwimmdorf = Satul de înot 
- Între 1920 și 1950 satul Păgaia făcea parte din județul Salaj[6]

În anul 1968 satul Pagaia împreună cu Boianul Mare trece în componența județului Bihor pana la aceasta data satul Pagaia nu a făcut parte din județul Bihor.  
Biserica este repictată dupa anul 1990 în timpul preotului Chis Ovidiu, avand și casă parohială.
Populația satului Păgaia conform recensămantului din anul  2022 era de 553 locuitori
- În anul 2024 se împlinesc 550 de atestare documentară a satului Păgaia.

- Școala Gimnazială "înv. Gâlgău Iosif" Păgaia "A sti ce sa faci cu ceea ce ai invatat"[15]

Despre învățătorul Iosif Gâlgău:
1937 – a ajuns învățător în satul Păgaia.
1940–1945 – activitatea întreruptă de al Doilea Război Mondial.
1946 – și-a reluat activitatea; în documentele școlare apare ca director al școlii, fiind singurul cadru didactic calificat din localitate (absolvent de „școală normală”, echivalentul liceului pedagogic).
A inițiat și a condus construcția noului local de școală: a mobilizat comunitatea, a obținut materiale (piatră, cărămidă arsă ~85.000 buc., lemn), a făcut demersuri la ministere și autorități; fundația s-a turnat la 13 mai 1947, iar primele săli au fost date în folosință în 1950–1951.
În semn de recunoștință, școala din sat poartă astăzi numele lui: Școala Gimnazială „Înv. Gâlgău Iosif” Păgaia.

## Descoperire paleontologică
1. Fragmente de fosile de mastodont (Mammut praetypicum), descoperite în 1913 la Păgaia, com. Boianu Mare, jud. Bihor cu sursa „Repertoriul monumentelor din Bihor ”,(1974), p. 359”. 
2. Fragmente de fosile  de mastodont  (Mammut praetypicum) descoperite în  2002 la Păgaia din județul Bihor, care se păstrează la Muzeul Tării Crișurilor din Oradea